# Thorington
Thorington – wieś w Anglii, w hrabstwie Suffolk, w dystrykcie East Suffolk. Leży 39 km na północny wschód od miasta Ipswich i 146 km na północny wschód od Londynu.